# Flutto (sommergibile)
Il Flutto è stato un sommergibile della Regia Marina, appartenente alla classe Tritone.

## Storia
Durante le prove fu notato che le prestazioni del sommergibile erano inferiori a quelle previste (problema determinato anche dalle condizioni precarie in cui ormai si trovava l'industria italiana): minori autonomia sia emerso (1123 miglia meno del previsto) che immerso e velocità in immersione, maggior consumo di carburante, gravi problemi alle eliche a passo costante (che furono sostituite con quelle a passo variabile).
Il 10 luglio 1943 partì da Bonifacio per la sua prima missione (al comando del tenente di vascello Francesco Caprile), al largo di Augusta; verso le tre del pomeriggio del giorno seguente attraversò lo stretto di Messina e non diede più notizie di sé.
In base alle notizie fornite dagli Alleati nel dopoguerra si venne a sapere che il Flutto era stato affondato l'11 o il 13 luglio 1943, al largo di Catania, dalle motosiluranti britanniche MTB 640, MTB 651 e MTB 670.
Non si salvò nessuno dei 49 membri dell'equipaggio (il comandante Caprile, 5 altri ufficiali e 43 fra sottufficiali e marinai).
Il Flutto aveva svolto 6 missioni di trasferimento e una sola di guerra, per totali 1923 miglia percorse.